# Hans David Elkan
Hans David Elkan (* 22. März 1900 in Hohenems, Österreich; † 23. Juli 1944 in KZ Theresienstadt) war ein österreichischer Lehrer und Philosoph.

## Leben

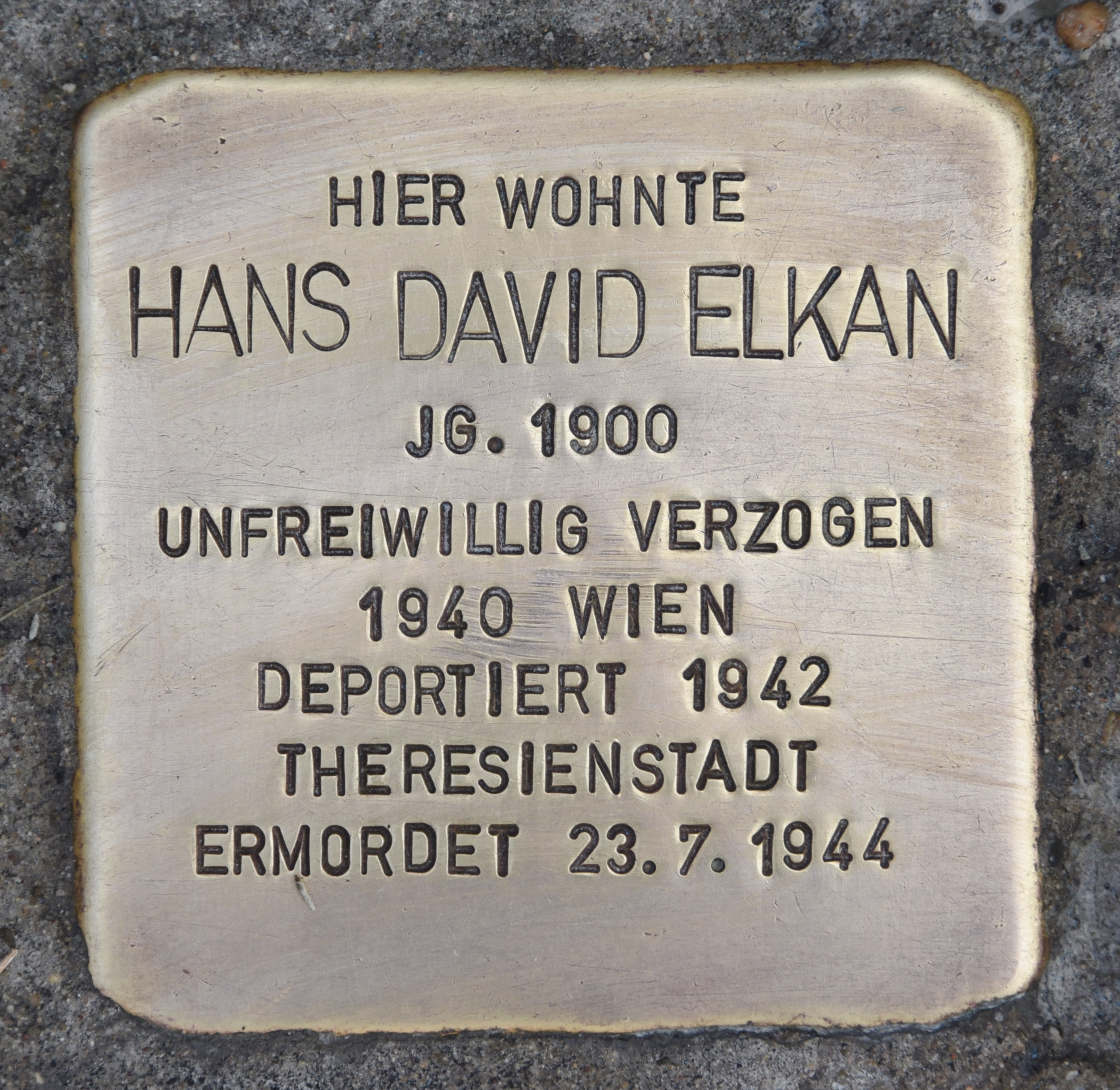
Stolperstein für Hans David Elkan in Hohenems

Hans Elkan wurde 1900 als Sohn des letzten Vorstehers der Israelitischen Kultusgemeinde, Theodor Elkan, geboren. Er studierte an der Universität Freiburg Philosophie und schloss das Studium mit einer Dissertation über Platon ab. Elkan bekam 1934 an der Universität Innsbruck die österreichische Lehrbefugnis zugesprochen. Er unterrichtete unter anderem von 1935 bis 1937 am Bundesgymnasium Dornbirn Geschichte, Geografie und Philosophischen Einführungsunterricht.
Nach der Machtergreifung der Nationalsozialisten wurde Elkan verboten, weiter zu unterrichten.
Gemeinsam mit seinem Vater versuchte er 1939 vergebens die Thorarollen aus der Hohenemser Synagoge nach St. Gallen in der Schweiz in Sicherheit zu bringen. Im Mai 1940 wurde die Familie Elkan von den Nationalsozialisten gezwungen, Hohenems zu verlassen und nach Wien zu übersiedeln. Nach der Deportation ins Konzentrationslager Theresienstadt 1942 wurde die Familie Elkan 1944 dort zu Tode gebracht.